# Missionærstilling
Missionærstilling er samleje, hvor kvinden ligger på ryggen og manden ligger oven på hende ansigt til ansigt.
Missionærstillingen er den mest benyttede samlejestilling.